# 柳宗玄
柳 宗玄（やなぎ むねもと、1917年2月18日 - 2019年1月16日）は、日本の美術史家。お茶の水女子大学名誉教授。民藝運動で著名な柳宗悦の次男。母は声楽家の柳兼子、妻は志賀直哉の四女・万亀子。フランスの画家ジョルジュ・ルオー研究の第一人者として知られた。

## 来歴
東京府生まれ。白樺派運動の中心にいた父の下で幼少期より芸術活動に触れていた。東京帝国大学法学部および文学部卒、1952年より3年間、フランス、ベルギーに留学、美術史を学ぶと共に自ら絵筆もとり、帰国後、東京芸術大学助教授を経て、お茶の水女子大学教授、定年後は武蔵野美術大学教授を務めた。『學士會会報』の表紙図案・カットを、南原繁（元東大総長で理事長）の要請で、1965年より2009年5月刊まで描いた（後任は西野嘉章が務める）。
1966年よりトルコのカッパドキアへ古代オリエント美術調査団の一員として参加した。1972年『ロマネスク美術』（学研）の編集で毎日出版文化賞受賞。
2019年1月16日午前6時12分、急性呼吸不全のため死去。101歳没。

## 家族
- 祖父：柳楢悦（軍人）
- 父：柳宗悦（思想家、民藝運動家）
- 母：柳兼子（声楽家）
- 兄：柳宗理（工業デザイナー）[1]
- 弟：柳宗民（園芸研究家）[1]

## 著書
- アミヤン大聖堂 （座右宝刊行会 1957年）
- 聖書画集 ブレイク （みすず書房 1958年）
- キリスト 美術にみる生涯 （現代教養文庫・社会思想研究会出版部 1959年）
  - キリスト 美術にみる生涯 （八坂書房 2012年）改訂版
- 太陽と洞窟の谷 トルコ秘境調査行 （朝日新聞社 1967年）
  - カッパドキヤの夏 （中公文庫 1988年）増訂版
- 秘境のキリスト教美術 （岩波新書 1967年、復刊1980年、2002年ほか）
- 西洋の誕生 （新潮社 1971年）
- 黒い聖母 （福武書店 1986年）
- 虚空散華－生命のかたち （福武書店 1986年）
- かたちとの対話 （岩波書店〈同時代ライブラリー〉 1992年）
- 十二支のかたち （岩波書店〈同時代ライブラリー〉 1995年）
- 色彩との対話 （岩波書店 2002年）
- 西洋の誕生 （柳宗玄著作選1 八坂書房 2007年）
- 東方キリスト教美術 （著作選2 八坂書房 2011年）
- 初期ヨーロッパ美術 （著作選3 八坂書房　2010年）
- ロマネスク美術 （著作選4 八坂書房 2009年）
- ロマネスク彫刻の形態学 （著作選5 八坂書房 2006年）
- サンティヤーゴの巡礼路 （著作選6 八坂書房 2005年）
- 祈りとともにある形 インドの刺繍・染と民画 （みすず書房 2009年）

### 編著
- 世界の美術2 中世の美術 （座右宝刊行会編 河出書房新社、1965年）
- カッパドキヤ （鹿島研究所出版会 1967年）- 写真・解説
- 大系世界の美術9 東方キリスト教美術 （学習研究社（以下学研） 1975年、新版1979年）
- 大系世界の美術10 初期ヨーロッパ美術 （学研 1974年、新版1980年）
- 大系世界の美術11 ロマネスク美術 （学研 1972年、新版1980年）
- 世界の聖域7 アジャンター窟院 （宮治昭共著、講談社 1980年-1982年）
  - 世界の聖域15 シャルトルの大聖堂 （馬杉宗夫共著）
  - 世界の聖域16 サンティヤゴの巡礼路 （赤地経夫共著）
  - 世界の聖域別巻2 敦煌石窟寺院 （金岡照光共著）
- 世界の建築4 ロマネスク・東方キリスト教 （学研 1983年）
- 幻のケルト人 ヨーロッパ先住民族の神秘と謎 （遠藤紀勝共著、社会思想社 1994年）
- ルオー キリスト聖画集 （学研 1987年）。大著
- キリスト教美術図典 （中森義宗共編、吉川弘文館 1990年）。大著
- 太陽王国の遺産（岩波書店・岩波美術館 歴史館 第2室 1981-87年、新装版2002年）
  - 天と地の賛歌 中世オリエント（岩波美術館 歴史館 第5室、2002年）。以下は新装版のみ
  - ブッダの世界（岩波美術館 歴史館 第6室、2002年）
  - 東洋のこころ（岩波美術館 歴史館 第7室、2002年）
- ひとの顔 （岩波美術館 テーマ館 第1室、2003年）
  - 暮らしのなかの静物（岩波美術館 テーマ館 第5室、2003年）
  - 生きものの姿（岩波美術館 テーマ館 第6室、2003年）
  - 木と草花（岩波美術館 テーマ館 第9室、2003年）
- 四季乃衣　学士会会報表紙図録（監修 学士会 2007年）

## 訳書
- パリサイ女 （フランソワ・モーリヤック、新潮文庫 1953年）
- 世界美術史 （ジェルマン・バザン、秋山光和共訳 平凡社 1958年）
- ルオー（ピエール・クルティヨン、村上光彦共訳 みすず書房 1962年）
- 紀元千年のヨーロッパ （ルイ・グロデッキ、吉川逸治共訳 新潮社(人類の美術) 1976年）
- ルオー全版画 （フランソワ・シャポン解説、高階秀爾・坂本満 共訳 岩波書店 1979年）、2冊組
- ヨーロッパのキリスト教美術－12世紀から18世紀まで（エミール・マール、荒木成子共訳 岩波書店 1980年／岩波文庫(上下) 1995年）
- ルオー全絵画（ベルナール・ドリヴァル解説、高野禎子共訳、岩波書店、1990年）、2冊組